# Centrale a olio combustibile

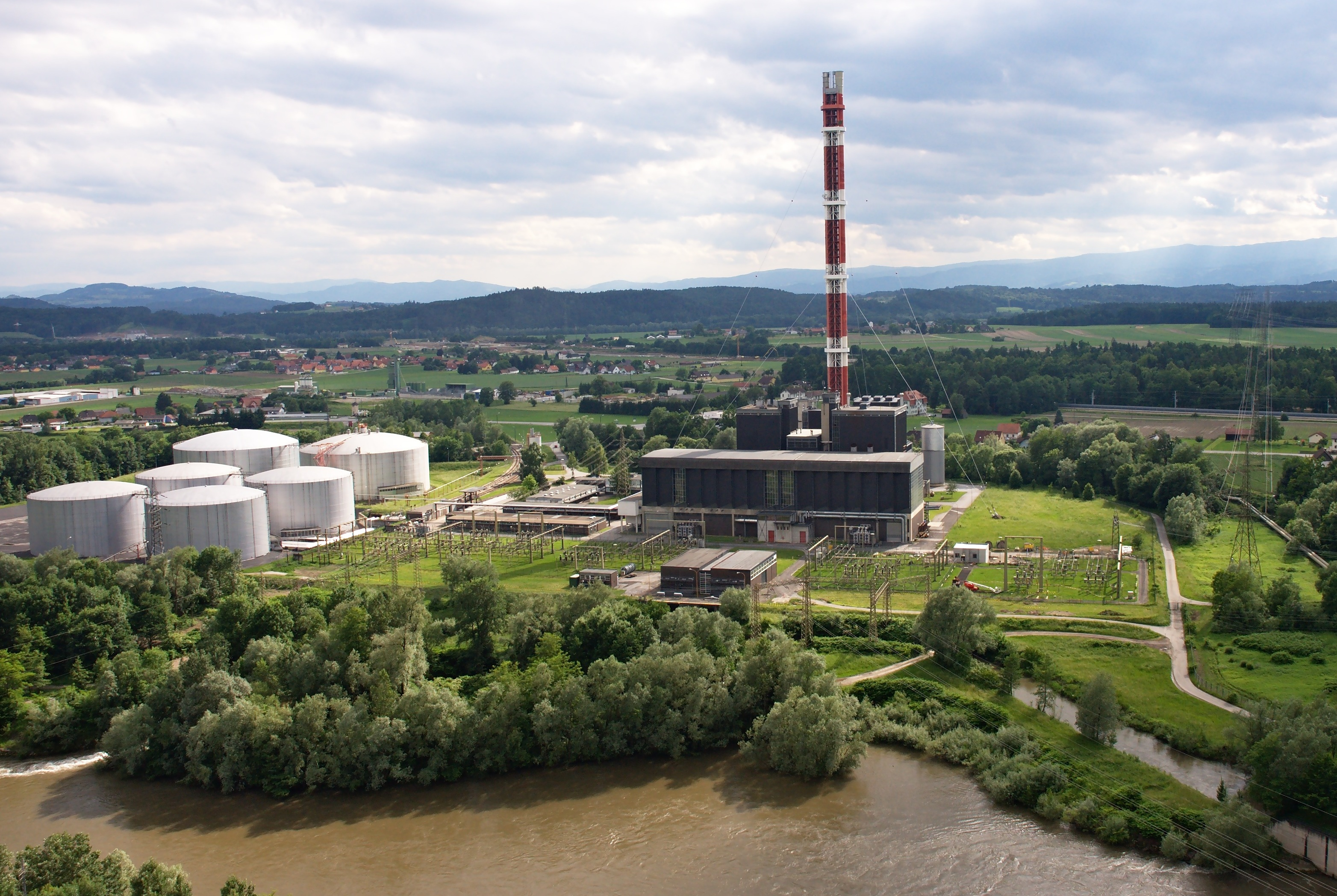
La centrale a olio combustibile di Werndorf in Austria

Una centrale a olio combustibile è una centrale termoelettrica che brucia oli combustibili derivati del petrolio per generare energia elettrica. La diffusione di questi impianti a causa della bassa efficienza e dell'alto prezzo dei prodotti petroliferi si è progressivamente ridotta, inoltre per queste ragioni vengono impiegati solamente durante i periodi di alta richiesta di elettricità. Nonostante ciò questi impianti sono ancora diffusi nei paesi produttori di petrolio dove svolgono la funzione di copertura del carico di base. Alcuni di questi impianti operano in ciclo combinato grazie all'utilizzo in contemporanea del gas naturale. L'impianto maggiore di questo tipo è collocato in Arabia Saudita e ha una potenza installata di circa 5,6 GW.

## Descrizione

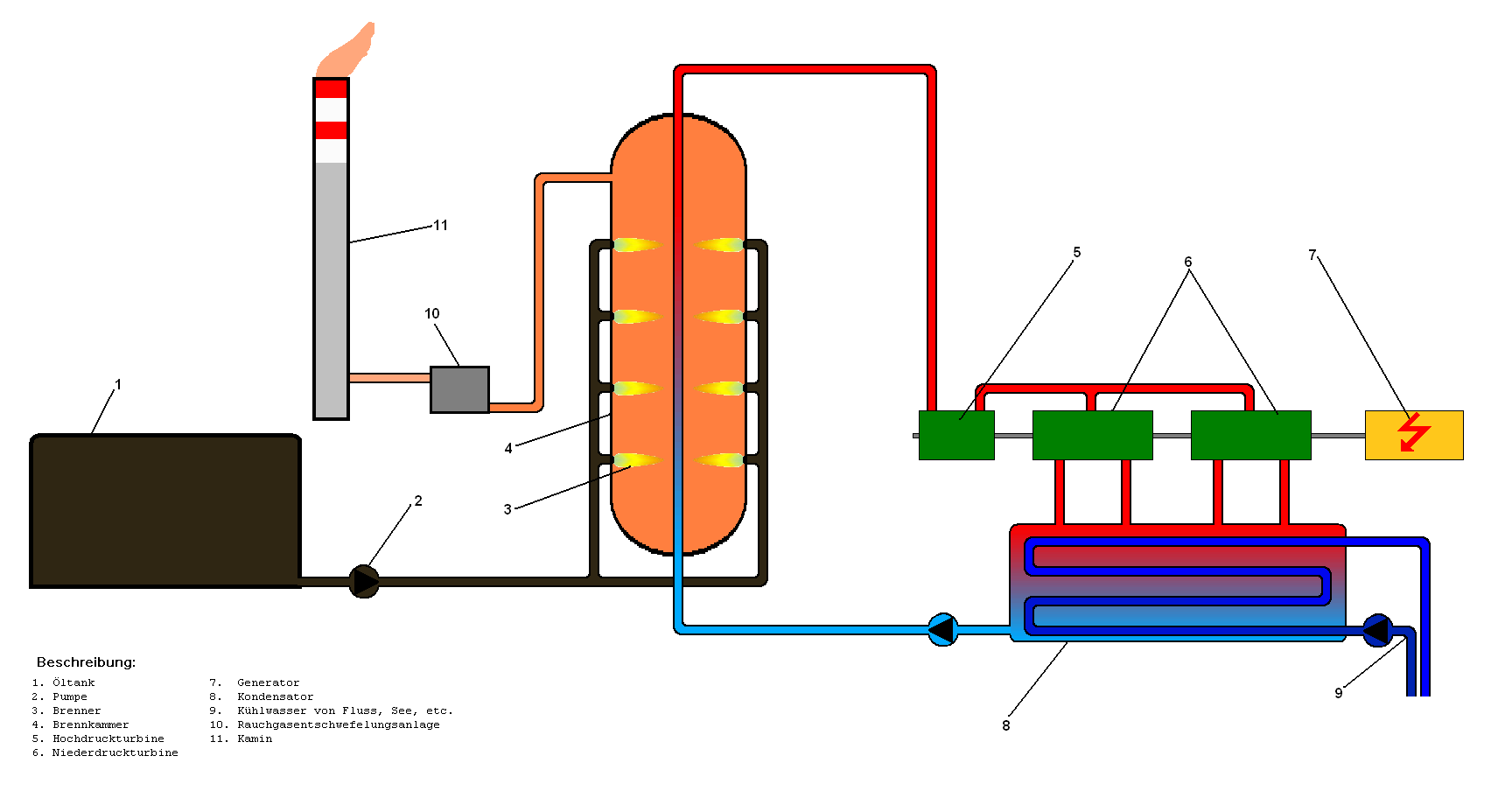
Schema di una centrale a olio combustibile

Il funzionamento di questi impianti è analogo a quello delle normali centrali termoelettriche. Il combustibile più impiegato è costituito da prodotti derivati dal petrolio quali oli combustibili e gasolio, o anche petrolio grezzo. L'impatto ambientale di questi impianti è rilevante e causato principalmente dall'emissione di ossidi di zolfo e di azoto, metano, mercurio e una grande quantità di anidride carbonica, inoltre dalla combustione si generano residui tossici che devono essere stoccati in luoghi sicuri. A causa degli elevati costi di esercizio questi impianti sono generalmente impiegati durante i picchi di richiesta o quando il prezzo del gas è troppo elevato, sono pertanto caratterizzati da un basso fattore di capacità.

## Diffusione
Circa il 70% della capacità installata è stata realizzata prima del 1980, e al 2018 le centrali a olio combustibile coprono meno dell'1% della domanda di energia elettrica a livello globale. I paesi in cui questi impianti sono più diffusi sono l'Arabia Saudita, l'Iran, gli Stati Uniti d'America e il Giappone.